# Dolna Banya
Dolna Banya (en bulgare Долна баня) est une ville de l'Ouest de la Bulgarie, au sud-est de la capitale Sofia.

## Géographie

### Géographie physique
La ville de Dolna Banya est localisée à 79 km au sud-est de Sofia, au milieu d'une cuvette naturelle et à l'altitude de 650 mètres.
Le climat est continental de type semi-montagneux : les étés sont assez chauds et les hivers froids et neigeux.

### Géographie administrative
La ville est le chef-lieu de la commune de Dolna Banya.

## Galerie

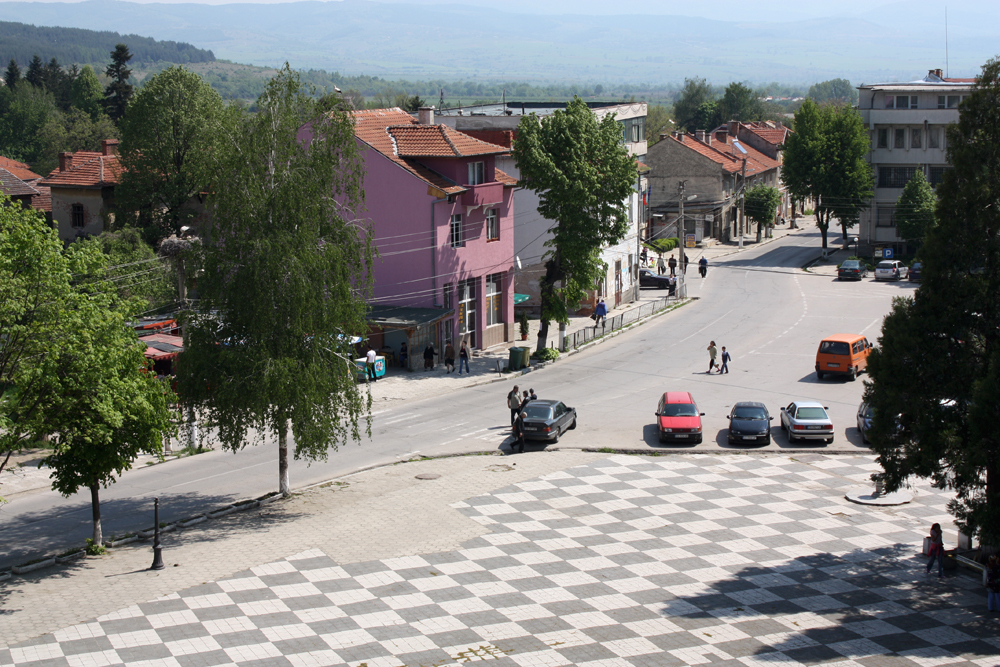
La place centrale
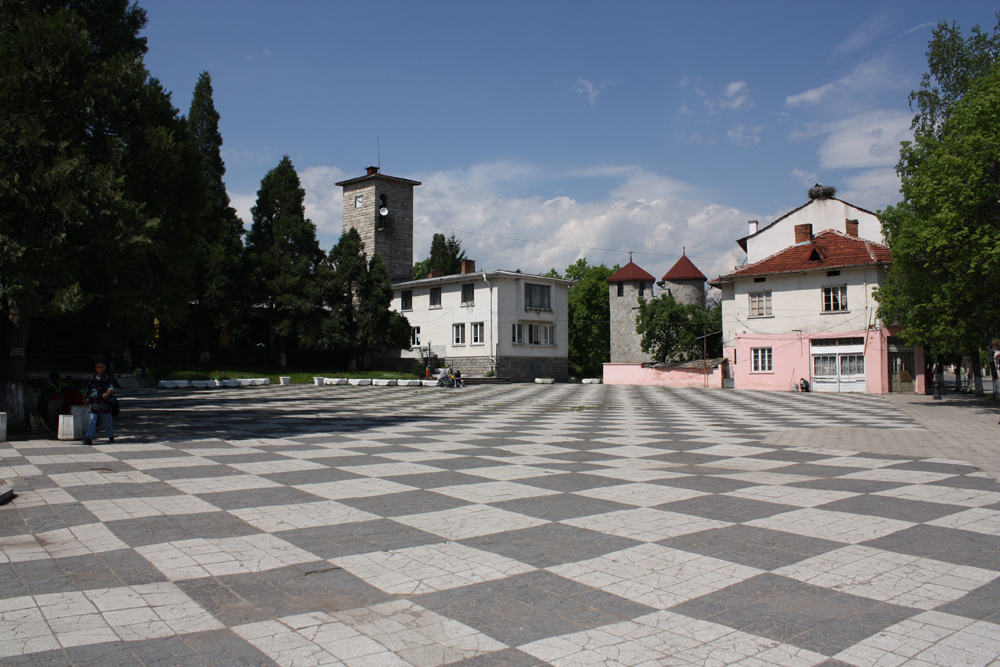
La place centrale et la tour de l'horloge
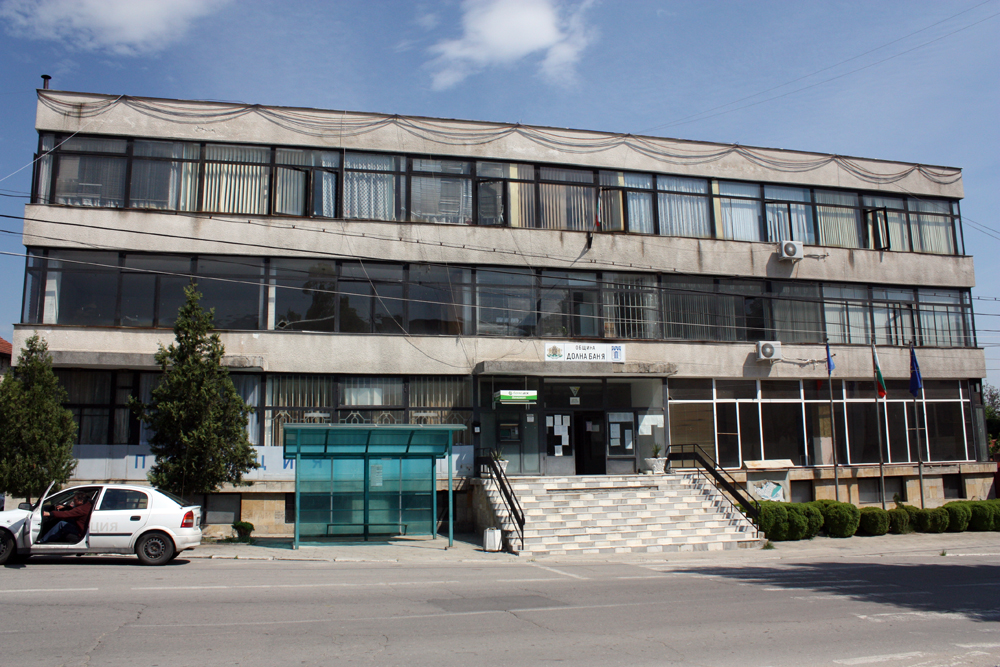
La mairie
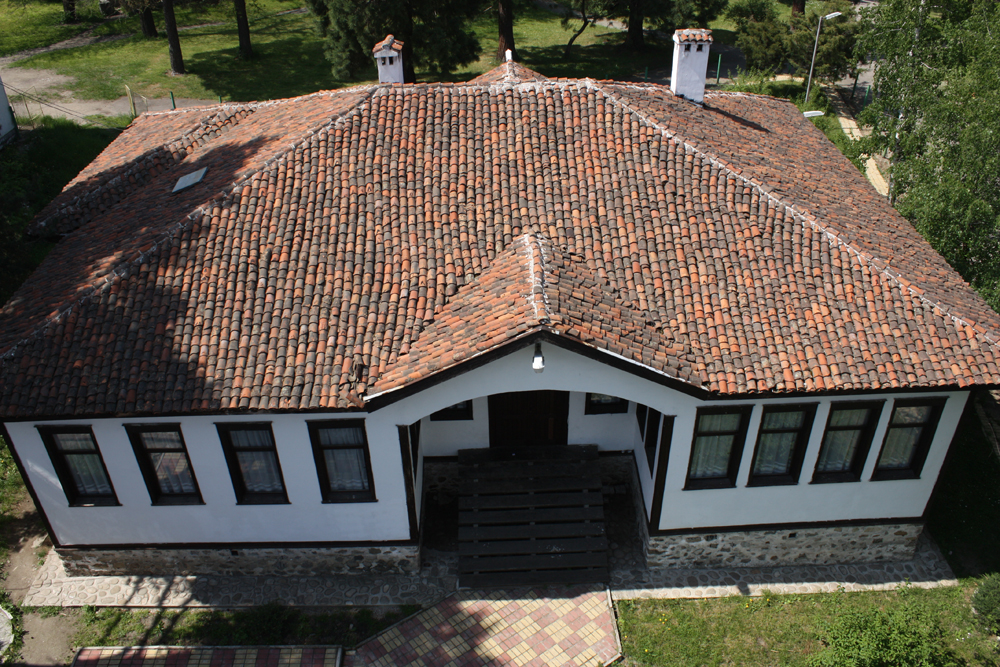
Le musée municipal
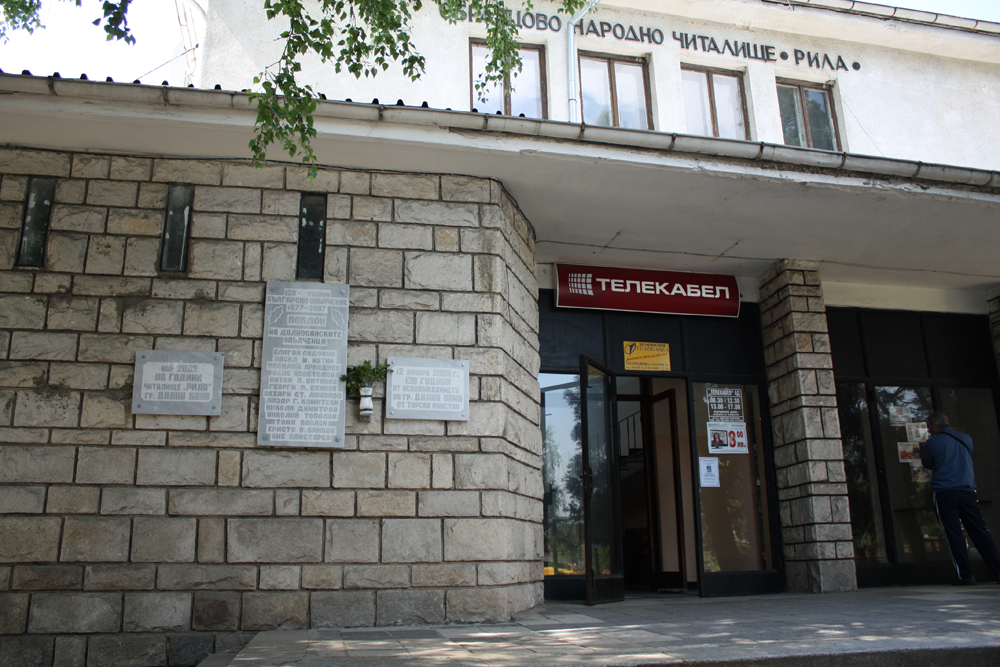
Le tchilatichté Rila
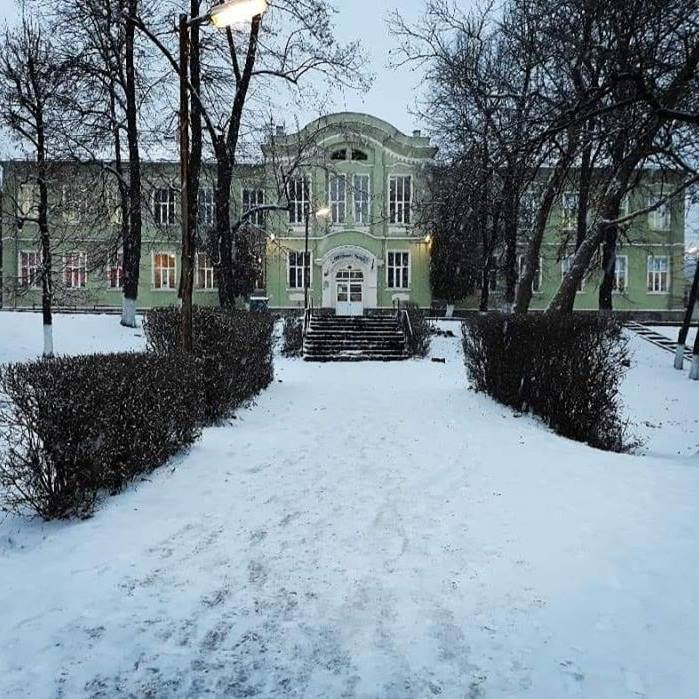
Le lycée Néofite de Rila
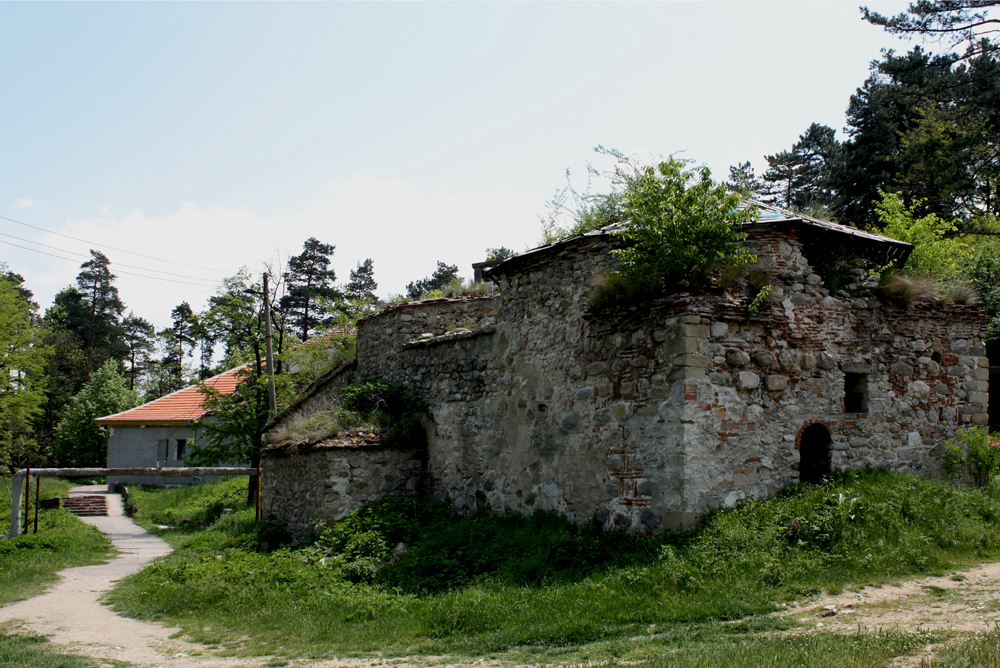
Les bains romains
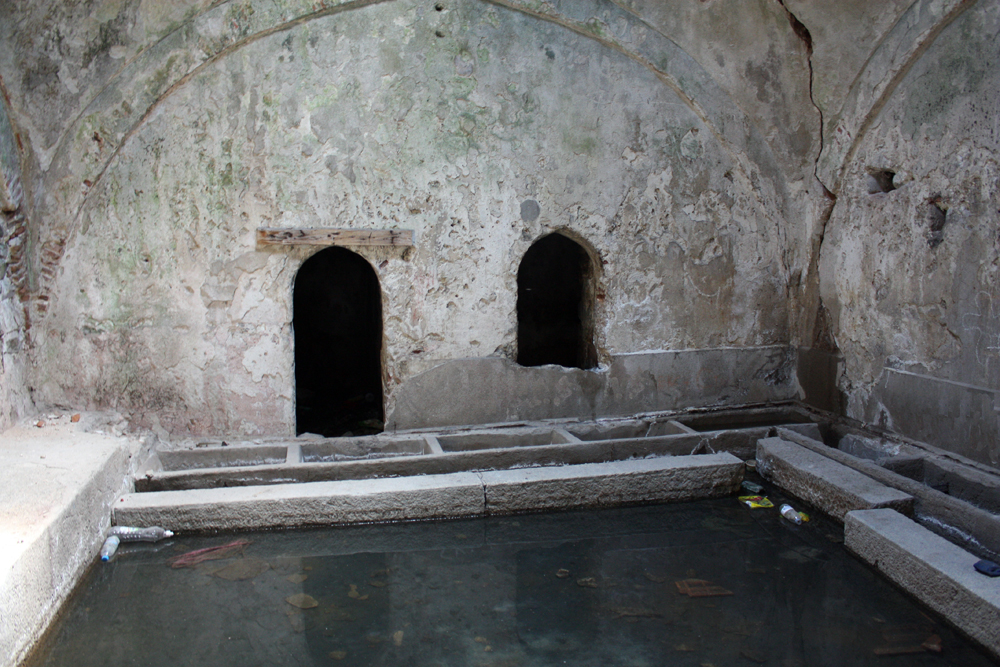
L'intérieur des bains romains